# Fantastic Max
Fantastic Max ist eine Zeichentrickserie der Hanna-Barbera-Studios aus dem Jahr 1988.

## Inhalt
Das rothaarige Baby Max unternimmt mit dem kleinen, grünen, magisch begabten Außerirdischen Fidibus und dem aus Bauklötzen zusammengesetzten A. B. Sitter Reisen ins Weltall. So erleben die drei zahlreiche Abenteuer. Fidibus kann zaubern, indem er seine Kopfantennen verzwirbelt und ruft „Zicke-zacke, Zauber zeig Dich!“. Er ist mit seiner Magie sowohl dafür verantwortlich, dass A. B. Sitter „lebt“, als auch dafür, dass sie alle zusammen ins Weltall fliegen können, da er auf Max’ Wunsch seiner im Sandkasten gebaute Rakete (in Form einer Baby-Flasche) „Leben einhaucht“. A. B. Sitter versucht vergeblich, seinen kleinen Schützling vor brenzligen Situationen zu bewahren.

## Produktion und Veröffentlichung
Die Serie wurde 1988 und 1989 von den Hanna-Barbera-Studios nach einer Idee von Mike Young produziert. Die Musik komponierten Clark Gassman und Michael Tavera. Die Drehbücher schrieben Kristina Luckey und Judy Rothman Rofé. Die Serie wurde vom 11. September 1988 bis zum 1. Februar 1990 in den USA durch Cartoon Network ausgestrahlt.
In Deutschland wurde die Serie im Rahmen des Programms Bim Bam Bino durch Tele 5 gezeigt.

## Synchronisation
| Rolle        | Englischer Sprecher | Deutscher Sprecher    |
| ------------ | ------------------- | --------------------- |
| Max          | Ben Ryan Ganger     | Inez Günther          |
| Fidibus      | Nancy Cartwright    | Matthias von Stegmann |
| A. B. Sitter | Gregg Berger        | Reinhard Glemnitz     |
| Vater        | Paul Eiding         | Ulrich Frank          |
| Mutter       | Gail Matthius       |                       |
| Susi         | Elisabeth Harnois   | Sabine Bohlmann       |